# Коулмонт (Тенеси)
Коулмонт (енгл. Coalmont) град је у америчкој савезној држави Тенеси.

## Демографија
По попису из 2010. године број становника је 841, што је 107 (-11,3%) становника мање него 2000. године.
| Група             | 2000.       | 2010.       |
| Белци             | 939 (99,1%) | 821 (97,6%) |
| Афроамериканци    | 1 (0,1%)    | 0 (0,0%)    |
| Азијати           | 0 (0,0%)    | 0 (0,0%)    |
| Хиспаноамериканци | 2 (0,2%)    | 1 (0,1%)    |
| Укупно            | 948         | 841         |